# واترپلو در المپیک تابستانی ۲۰۲۰
واترپلو یکی از ورزش‌های بازی‌های المپیک تابستانی ۲۰۲۰ است که از ۲۴ ژوئیه تا ۸ اوت ۲۰۲۱ برگزار شد.
این مسابقات در دو بخش مردان (۱۲ تیم) و زنان (۱۰ تیم) انجام شد.

## تقویم مسابقات
| G | مرحله گروهی | ¼ | یک‌چهارم نهایی | ½ | نیمه نهایی | B | رده‌بندی | F | فینال |

| تاریخرویداد | Sat 25 | Sun 26 | Mon 27 | Tue 28 | Wed 29 | Thu 30 | Fri 31 | Sat 01 | Sun 02 | Mon 03 | Tue 04 | Wed 05 | Thu 06 | Fri 07 | Sat 08 | Sat 08 | Sun 09 | Sun 09 |
| ----------- | ------ | ------ | ------ | ------ | ------ | ------ | ------ | ------ | ------ | ------ | ------ | ------ | ------ | ------ | ------ | ------ | ------ | ------ |
| مردان       |        | G      |        | G      |        | G      |        | G      |        | G      |        | ¼      |        | ½      |        |        | B      | F      |
| زنان        | G      |        | G      |        | G      |        | G      |        | G      |        | ¼      |        | ½      |        | B      | F      |        |        |

## مسابقات انتخابی

### مردان
| مسابقات                                  | تاریخ                 | میزبان  | سهمیه | تیم انتخاب شده      |
| ---------------------------------------- | --------------------- | ------- | ----- | ------------------- |
| کشور میزبان                              | —                     | —       | ۱     | ژاپن                |
| لیگ جهانی واترپلو مردان ۲۰۱۹             | ۱۸–۲۳ ژوئن ۲۰۱۹       | بلگراد  | ۱     | صربستان             |
| مسابقات جهانی ورزش‌های آبی ۲۰۱۹           | ۱۵–۲۷ ژوئیه ۲۰۱۹      | گوانگجو | ۲     | ایتالیا             |
| مسابقات جهانی ورزش‌های آبی ۲۰۱۹           | ۱۵–۲۷ ژوئیه ۲۰۱۹      | گوانگجو | ۲     | اسپانیا             |
| بازی‌های پان امریکن ۲۰۱۹                  | ۴–۱۰ اوت ۲۰۱۹         | لیما    | ۱     | ایالات متحده آمریکا |
| مسابقات انتخابی اقیانوسیه                | —                     | —       | ۱     | استرالیا            |
| مسابقات انتخابی آفریقا                   | —                     | —       | ۱     | آفریقای جنوبی       |
| مسابقات قهرمانی واترپلو مردان اروپا ۲۰۲۰ | ۱۴–۲۶ ژانویه ۲۰۲۰     | بوداپست | ۱     | مجارستان            |
| بازی‌های آسیایی ۲۰۱۸                      | ۲۵ اوت–۱ سپتامبر ۲۰۱۸ | جاکارتا | ۱     | قزاقستان            |
| مسابقات انتخابی جهان                     | ۱۴–۲۱ فوریه ۲۰۲۱      | روتردام | ۳     | کرواسی              |
| مسابقات انتخابی جهان                     | ۱۴–۲۱ فوریه ۲۰۲۱      | روتردام | ۳     | یونان               |
| مسابقات انتخابی جهان                     | ۱۴–۲۱ فوریه ۲۰۲۱      | روتردام | ۳     | مونته‌نگرو           |
| مجموع                                    |                       |         | ۱۲    |                     |

### زنان
| مسابقات                                 | تاریخ             | میزبان  | سهمیه | تیم انتخاب شده      |
| --------------------------------------- | ----------------- | ------- | ----- | ------------------- |
| کشور میزبان                             | —                 | —       | ۱     | ژاپن                |
| لیگ جهانی واترپلو زنان ۲۰۱۹             | ۴–۹ ژوئن ۲۰۱۹     | بوداپست | ۱     | ایالات متحده آمریکا |
| مسابقات جهانی ورزش‌های آبی ۲۰۱۹          | ۱۴–۲۶ ژوئیه ۲۰۱۹  | گوانگجو | ۱     | اسپانیا             |
| بازی‌های پان آمریکن                      | ۴–۱۰ اوت ۲۰۱۹     | لیما    | ۱     | کانادا              |
| مسابقات انتخابی اقیانوسیه               | —                 | —       | ۱     | استرالیا            |
| مسابقات انتخابی آفریقا                  | —                 | —       | ۱     | آفریقای جنوبی       |
| مسابقات قهرمانی واترپلو زنان اروپا ۲۰۲۰ | ۱۲–۲۵ ژانویه ۲۰۲۰ | بوداپست | ۱     | روسیه               |
| بازی‌های آسیایی ۲۰۱۸                     | ۱۶–۲۱ اوت ۲۰۱۸    | جاکارتا | ۱     | چین                 |
| مسابقات انتخابی جهان                    | ۱۹–۲۴ ژانویه ۲۰۲۱ | تریسته  | ۳     | مجارستان            |
| مسابقات انتخابی جهان                    | ۱۹–۲۴ ژانویه ۲۰۲۱ | تریسته  | ۳     | هلند                |
| مجموع                                   |                   |         | ۱۰    |                     |

## مدال‌آوران
| رویداد | طلا | نقره | برنز |
| مردان  | صربستان گویکو پیتلوویچ (GK) · دوشان ماندیچ (LH) · نیکولا ددوویچ · ساوا رانجلوویچ · استراهینیا راشوویچ · دوشکو پیتلوویچ · دورده لازیچ · میلان آلکسیچ · نیکولا یاکشیچ · فیلیپ فیلیپوویچ (C, LH) · آندریا پرلاینوویچ · استفان میتروویچ · برانیسلاو میتروویچ (GK) · سرمربی: Dejan Savić | یونان امانویل زردواس (GK) · کونستانتینوس گنیدونیاس · دیمیتریوس اسکومپاکیس · ماریوس کاپوتسیس · یوانیس فونتولیس (C) · الکساندروس پاپاناستاسیو · گئورگیوس درویسیس · استیلیانوس آرگیروپولوس · کونستانتینوس موریکیس · کریستودولوس کولومووس · کونستانتینوس گکیووتسیس · آنگلوس ولاچوپولوس · کونستانتینوس گالانیدیس (GK) · سرمربی: Thodoris Vlachos | مجارستان ویکتور نادی (GK) · دنیل آندیال · کریستیان مانهرتس · گرگو زالانکی (LH) · مارتون واموس (LH) · نوربرت هوسنیانسکی · ماتیاش پاستور · سیلارد یانشیک · بالاژ اردلی · دینش وارگا (C) · تاماش مزئی (LH) · بالاژ هرایی · شوما فوگل (GK) · سرمربی: تاماش مارس |
| زنان   | ایالات متحده آمریکا اشلی جانسون (GK) · مدی ماسلمن · ملیسا سیدمان · ریچل فتل · پیج هاسچیلد · مگی استفنز (C) · استافنیا هارالابیدیس (LH) · جیمی نویشول · آریا فیشر · کیلی گیلکریست · مکنزی فیشر · آلیس ویلیامز · آماندا لونگن (GK) · سرمربی: آدام گریگوریان                           | اسپانیا لائورا استر (GK) · مارتا باک · آنی اسپار · بئاتریس اورتیس · النا روئیس · ایرنه گونسالس · کلارا اسپار · ماریا دل پیلار پنیا (C, LH) · جودیت فورکا (LH) · روسر تاروگو · مایکا گارسیا گودوی · پائولا لیتون · النا سانچس (GK) · سرمربی: میکی اوکا                                                                                       | مجارستان ادینا گانگل (GK) · دوروتیا سیلادی · واندا وایی · گرتا گوریشاتی · گابریلا سوچ · ربکا پارکش · آنا ایلیش · ریتا کاستیی (C) · دورا لیمتر (LH) · آنیکو گونگوشی · ناتاشا ریبانشکا · کریستینا گاردا · آلدا مادیاری (GK) · سرمربی: Attila Bíró             |